# Torbiera Echen
Torbiera Echen este o arie protejată (arie specială de conservare — SAC, sit de importanță comunitară — SCI) din Italia întinsă pe o suprafață de 8,33 ha, integral pe uscat.

## Localizare
Centrul sitului Torbiera Echen este situat la coordonatele 45°54′49″N 11°11′42″E / 45.913611°N 11.195°E.

## Înființare
Situl Torbiera Echen a fost declarat sit de importanță comunitară în iunie 1995 pentru a proteja 5 specii de animale. Situl a fost protejat și ca arie specială de conservare în martie 2014.

## Biodiversitate
Situată în ecoregiunea alpină, aria protejată conține 6 habitate naturale: Păduri acidofile de Picea de la nivel montan la nivel alpin (Vaccinio-Piceetea), Mlaștini turboase de tranziție și turbării mișcătoare, Lacuri eutrofice naturale cu vegetație de tip Magnopotamion sau Hydrocharition, Fânețe de joasă altitudine (Alopecurus pratensis, Sanguisorba officinalis), Pajiști cu Molinia pe soluri calcaroase, turboase sau argilos-nămoloase (Molinion caeruleae), Mlaștini alcaline.
La baza desemnării sitului se află mai multe specii protejate de  păsări (5): cristeiul de câmp (Crex crex), ciocănitoare neagră (Dryocopus martius), sfrâncioc roșiatic (Lanius collurio), viespar (Pernis apivorus), mărăcinar (Saxicola rubetra)
Pe lângă speciile protejate, pe teritoriul sitului au mai fost identificate 9 specii de plante, 2 specii de amfibieni, 5 specii de mamifere, 2 specii de reptile.